# Avessé
Avessé là một xã thuộc tỉnh Sarthe trong vùng Pays-de-la-Loire tây bắc nước Pháp. Xã này nằm ở khu vực có độ cao từ 46-113 mét trên mực nước biển.
Sông Vègre tạo thành ranh giới phía đông thị trấn.